# 陳澄波
陳 澄波（ちん とうは、チェン・チェンボー、ダン・ティンプ、拼音: Chén Chéngbō、白話字: Tân Têng-pho、英語: Tan Teng-pho、1895年2月2日 - 1947年3月25日）は、台湾の画家。台湾近代美術界を代表する画家であり、「台湾画壇のモダニズムの父」とされている。
清朝の台南府嘉義県に生まれ、日本の東京美術学校（現・東京芸術大学）を卒業した。1926年には台湾人画家として初めて帝展に入選した。1947年の二・二八事件で中華民国政府軍によって殺害された。故郷の嘉義市文化会館の一角には陳澄波記念館が設置されている。

## 経歴

### 出生

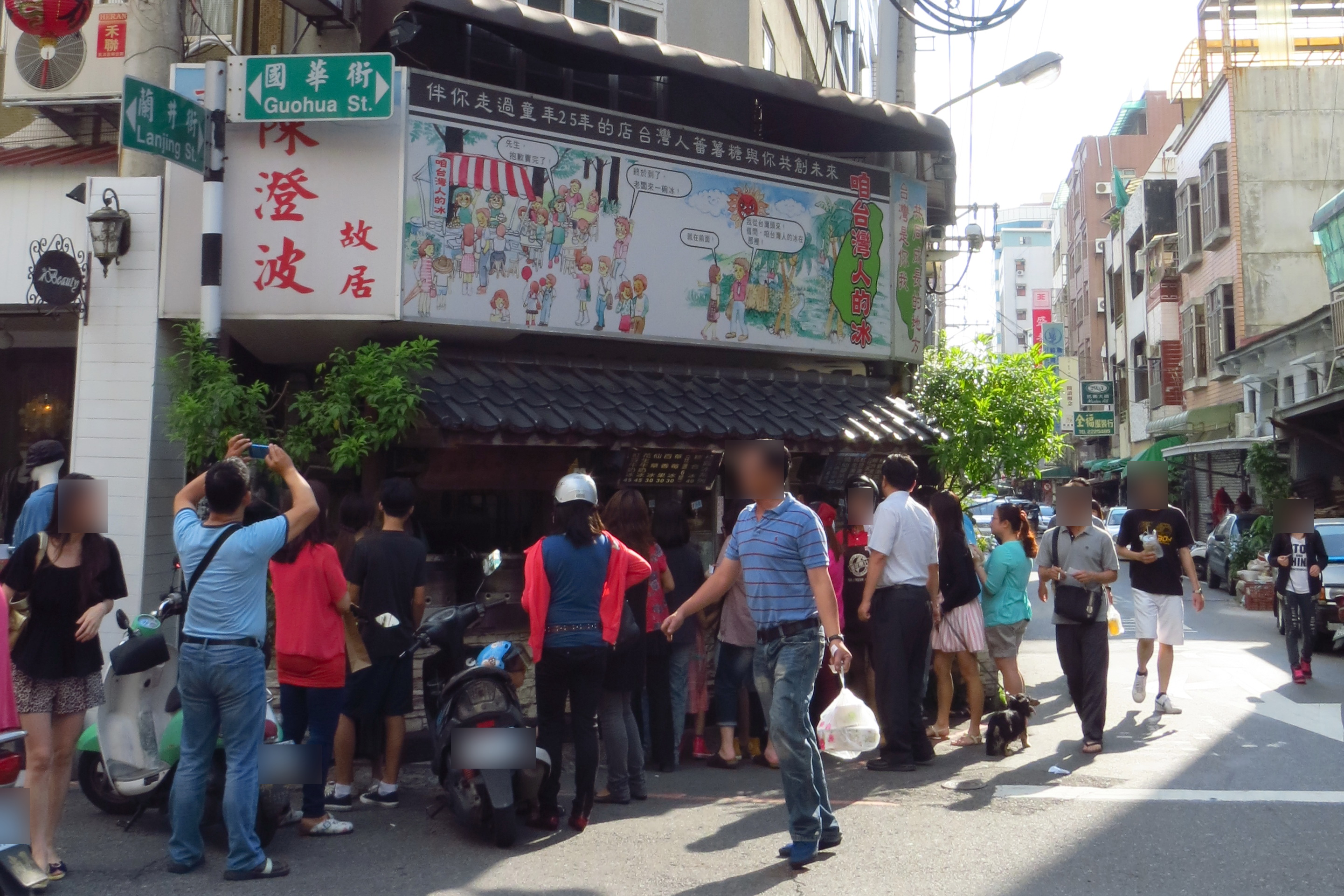
陳澄波の旧宅

1895年2月2日、清朝統治時代の台南府嘉義県に生まれた。なお、同年4月17日には下関条約によって台湾が清朝から日本に割譲されている（日本統治時代の台湾）。
父は科挙に合格した秀才だったが、陳澄波が生まれた後すぐに死去した。1907年には日本語教育を行う嘉義公学校に入学した。

### 画家として

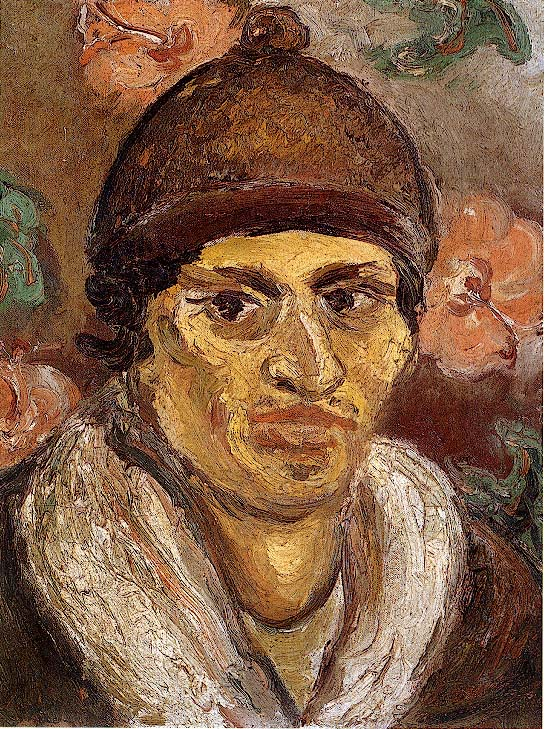
1930年の自画像

1913年には臺北の台湾総督府国語学校（現・国立台北教育大学）に入学し、日本人水彩画家の石川欽一郎の下で学んだ。その後は故郷の公立学校で教壇に立っていたが、1924年3月に基隆港から船で日本に渡り、日本の東京美術学校（現・東京芸術大学）図画師範科に入学した。この時の陳澄波は30歳近くになっていた。洋画家の田辺至の下で学ぶとともに、私塾の本郷洋画研究所で岡田三郎助に師事した。1926年には油絵「嘉義街外」が第7回帝展に入選し、台湾人として初めて帝展で入選した画家となった。
陳澄波はフィンセント・ファン・ゴッホの画風に憧れ、「台湾のゴッホ」になることを夢見ていた。1929年に東京美術学校を卒業して中華民国の上海に渡ると、新華芸術専門学校で西洋画主任を、昌明芸術専門学校で教科主任を、芸苑絵画研究会で名誉教授を務めた。1932年1月には日本軍が上海租界に侵攻し（第一次上海事変）、中華民国に住む台湾人も反日感情の対象となった。1933年には郷里の嘉義市に戻り、故郷を作品の題材とした。
陳澄波は絵画の制作のみならず、台湾における芸術運動にも関わっている。1926年には共同で七星画壇を設立し、1934年には楊三郎や廖継春と共同で台陽美術協会を設立した。さらに、1940年には嘉義市の若手芸術家が青辰美術協会を設立するのに協力している。
1945年8月に日本が降伏して日中戦争が終結し、日本による台湾統治が終わると、中国語を話せる陳澄波は嘉義国民政府歓迎準備委員会の副委員長に就任した。1946年には嘉義市議会議員となり、さらに中国国民党に入党した。

### 二・二八事件

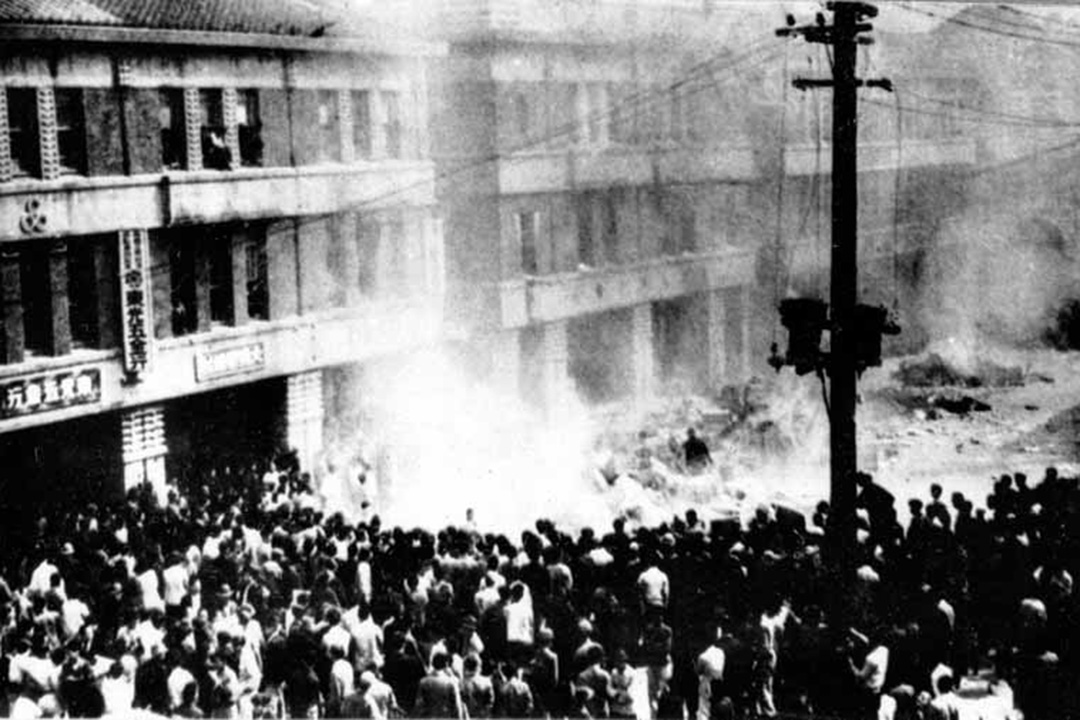
二・二八事件

1947年2月28日、中華民国政府による民衆弾圧事件の二・二八事件が起こった。陳澄波は民間人側の代表者となったが、3月11日に政府軍によって捕らえられた。3月25日、陳澄波は政府軍によって嘉義駅前で公開射殺された。
1979年には初めて遺作展が開催された。中華民国政府によってその功績が秘匿され、1987年に台湾省戒厳令が解除されるまではほとんど知られていなかった。国立台湾図書館でさえ、陳澄波に言及している1987年以前の資料は絵画1点のみしか所蔵していない。

## 再評価
1994年には嘉義市で陳澄波百年紀念展が開催された。1995年には李登輝総統が二・二八事件の被害者に対して公的に謝罪し、1997年に中華民国政府が刊行した書籍『台湾美術家 陳澄波』ではその死因について言及した。
2007年にサザビーズ香港で行われたオークションで、陳澄波の作品『淡水夕照』が5,073万香港ドル（約8億円）で落札された。
東京芸術大学と国立台湾師範大学は共同で陳澄波の作品の修復事業に取り組んだ。2014年に東京芸術大学大学美術館で開催された展覧会「台湾の近代美術」には陳澄波の作品も出品され、同年には東京芸術大学正木記念館で展覧会「陳澄波 台湾絵画の巨匠」が開催された。
2018年、台湾人作家の柯宗明によって陳澄波を主題とする小説『陳澄波密碼』が刊行され、同年には第3回台湾歴史小説賞の大賞を受賞した。2024年にはこの小説の日本語版として、岩波書店から『陳澄波を探して 消された台湾画家の謎』（栖来ひかり訳）が刊行された。
2022年、台湾で『陳澄波全集』18巻の刊行が12年がかりで完了した。

## 油彩画「東台湾臨海道路」

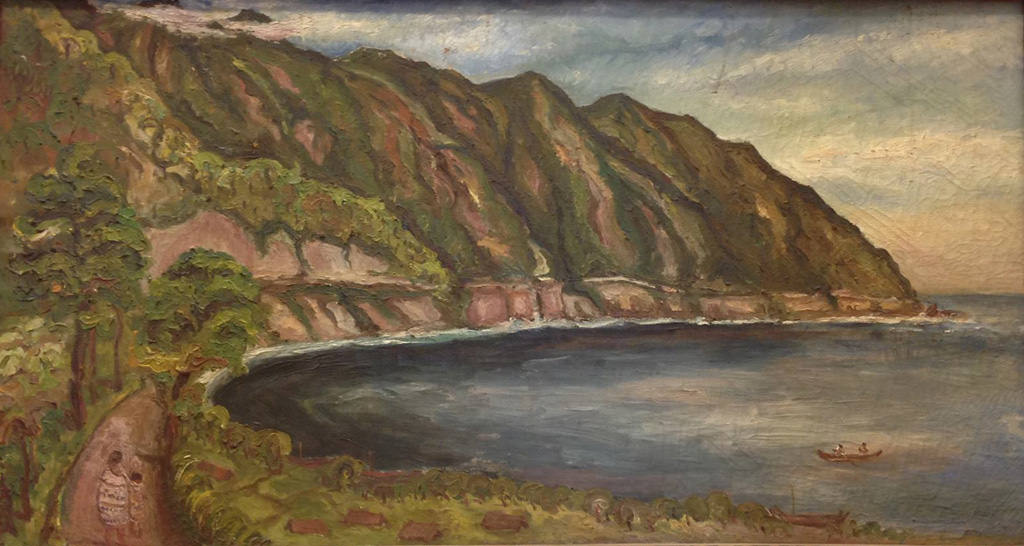
「東台湾臨海道路」

上山満之進は山口県佐波郡防府町（現・防府市）出身の台湾総督であり、帰国の際に陳澄波に依頼して風景画を描かせた。1941年にはこの作品が上山家から三哲文庫（後の防府市立防府図書館）に寄贈されて図書館内に展示された。後年には作者不明の状態で展示されていたが、2006年（平成18年）に図書館が移転した際に倉庫にしまわれた。
仏教学者で元龍谷大学教授の児玉識は、上山満之進の伝記を執筆中にこの絵画を発見した。2015年（平成27年）12月、この作品が陳澄波の油彩画「東台湾臨海道路」であることが判明した。
福岡アジア美術館で修復された後、2019年（令和元年）10月には防府市に返還され、山口市の山口県立美術館で保管されることとなった。この作品は日本に残る数少ない台湾近代美術の作品とされる。
2020年にはレプリカが製作され、防府図書館に常設展示されている。2024年12月から2025年5月、国立台湾博物館で陳澄波生誕130年を記念した展覧会が開催される予定であり、「東台湾臨海道路」も出品される予定である。